# 最高の花婿 アンコール
『最高の花婿 アンコール』（さいこうのはなむこ アンコール、Qu'est-ce qu'on a encore fait au Bon Dieu ?）は2019年のフランスのコメディ映画。監督はフィリップ・ドゥ・ショーヴロン、出演はクリスチャン・クラヴィエ、シャンタル・ロビーなど。2014年の映画『最高の花婿』の続編。

## ストーリー
待望の末っ子の孫が生まれることを楽しみにしていたヴェルヌイユ夫妻。ところが、夫妻が婿たちの実家を訪ねて世界を旅して帰ると、新たな問題が勃発。婿たちは、普通に暮らしていてもパリで受ける「異文化ハラスメント」に耐えられず、海外移住を宣言。孫にも会えず、家族がバラバラになることに心を痛める母マリーは、ある"作戦"を思いつく。

## キャスト
- クロード・ヴェルヌイユ: クリスチャン・クラヴィエ - 父。敬虔なカトリック教徒。
- マリー・ヴェルヌイユ: シャンタル・ロビー - 母。
- ダヴィド・ヴェニシュ: アリ・アビタン - 次女の夫。ユダヤ人。
- ラシッド・ベナセム: メディ・サドゥン - 長女の夫。アラブ人。
- シャオ・リン: フレデリック・チョー - 三女の夫。中国人。
- シャルル・コフィ: ヌーム・ディアワラ（フランス語版） - 四女の夫。コートジボワール人。
- イザベル・ヴェルヌイユ: フレデリック・ベル（フランス語版） - 長女。
- オディル・ヴェルヌイユ: ジュリア・ピアトン（フランス語版） - 次女。
- セゴレーヌ・ヴェルヌイユ: エミリー・カン（フランス語版） - 三女。
- ロール・ヴェルヌイユ: エロディ・フォンタン - 四女。
- アンドレ・コフィ: パスカル・ンゾンジ（フランス語版） - シャルルの父。退役軍人。
- マドレーヌ・コフィ: サリマタ・カマテ - シャルルの母。
- ヴィヴィアン・コフィ: タチアナ・ロホ（フランス語版） - シャルルの妹。
- ニコラ: クローディア・タグボ - ヴィヴィアンの交際相手。

## 作品の評価
アロシネによれば、フランスの24のメディアによる評価の平均点は5点満点中2.4点である。